# Liga Premier de Belice 2022-23
La Liga Premier de Belice 2022−23 fue la 10.ª temporada de la Liga Premier de Belice. La temporada comenzó con el Torneo Apertura el 30 de julio de 2022 y terminó con el Torneo Clausura el 28 de mayo de 2023.

## Equipos participantes
- Altitude
- Belmopan Bandits
- Benque Viejo United
- Port Layola
- Progresso
- San Pedro Pirates
- Verdes
- Wagiya

## Torneo Apertura

### Clasificación
| Pos. | Equipo              | Pts. | PJ | G  | E | P  | GF | GC | Dif. | Clasificación 2022-23 |
| ---- | ------------------- | ---- | -- | -- | - | -- | -- | -- | ---- | --------------------- |
| 1    | Altitude (C)        | 32   | 14 | 10 | 2 | 2  | 22 | 10 | +12  | Fase Final            |
| 2    | Verdes              | 27   | 14 | 7  | 6 | 1  | 24 | 9  | +15  | Fase Final            |
| 3    | San Pedro Pirates   | 23   | 14 | 6  | 5 | 3  | 20 | 13 | +7   | Fase Final            |
| 4    | Progresso           | 18   | 14 | 4  | 6 | 4  | 12 | 12 | 0    | Fase Final            |
| 5    | Benque Viejo United | 16   | 14 | 4  | 4 | 6  | 15 | 17 | −2   |                       |
| 6    | Port Layola         | 16   | 14 | 5  | 1 | 8  | 17 | 20 | −3   |                       |
| 7    | Wagiya              | 14   | 14 | 4  | 2 | 8  | 15 | 23 | −8   |                       |
| 8    | Belmopan Bandits    | 8    | 14 | 2  | 2 | 10 | 11 | 32 | −21  |                       |

 Fuente: Soccerway

### Fase final

#### Semifinales
| Equipo1  | Global | Equipo2           | Ida | Vuelta |
| -------- | ------ | ----------------- | --- | ------ |
| Altitude | 3−1    | Progresso         | 2−1 | 1−0    |
| Verdes   | 5−4    | San Pedro Pirates | 2−2 | 3−2    |

#### Final
| Equipo1      | Global         | Equipo2 | Ida | Vuelta |
| ------------ | -------------- | ------- | --- | ------ |
| Altitude (C) | 2−2 (11−10 p.) | Verdes  | 1−1 | 1−1    |

### Goleadores
| Pos, | Jugador         | Equipo            | Goles |
| ---- | --------------- | ----------------- | ----- |
| 1    | Andres Orozco   | Altitude          | 11    |
| 2    | Luis Ibarra     | Verdes            | 9     |
| 3    | Horace Avila    | San Pedro Pirates | 7     |
| 3    | Sean Young      | Port Layola       | 7     |
| 5    | Trimayne Harris | Verdes            | 6     |
| 5    | Erick Izquierdo | San Pedro Pirates | 6     |
| 7    | Cion Augustine  | Wagiya            | 5     |
| 7    | Zamir Bonilla   | Progresso         | 5     |
| 7    | Desmond Wade    | Verdes            | 5     |

## Torneo Clausura

### Clasificación
| Pos. | Equipo              | Pts. | PJ | G | E | P  | GF | GC | Dif. | Clasificación |
| ---- | ------------------- | ---- | -- | - | - | -- | -- | -- | ---- | ------------- |
| 1    | Verdes (C)          | 30   | 14 | 9 | 3 | 2  | 30 | 8  | +22  | Fase Final    |
| 2    | San Pedro Pirates   | 26   | 14 | 7 | 5 | 2  | 33 | 17 | +16  | Fase Final    |
| 3    | Port Layola         | 25   | 14 | 7 | 4 | 3  | 25 | 14 | +11  | Fase Final    |
| 4    | Progresso           | 23   | 14 | 6 | 5 | 3  | 22 | 9  | +13  | Fase Final    |
| 5    | Altitude            | 22   | 14 | 6 | 4 | 4  | 26 | 15 | +11  |               |
| 6    | Benque Viejo United | 21   | 14 | 6 | 3 | 5  | 19 | 18 | +1   |               |
| 7    | Wagiya              | 6    | 14 | 2 | 0 | 12 | 13 | 54 | −41  |               |
| 8    | Belmopan Bandits    | 2    | 14 | 0 | 2 | 12 | 7  | 40 | −33  |               |

Actualizado a los partidos jugados el 23 de abril de 2023.
 Fuente: Soccerway

#### Resultados
| Fecha 1                  | Fecha 1   | Fecha 1             | Fecha 1          | Fecha 1     | Fecha 1 |
| Local                    | Resultado | Visitante           | Estadio          | Fecha       | Hora    |
| ------------------------ | --------- | ------------------- | ---------------- | ----------- | ------- |
| Altitude FC              | 0−1       | Benque Viejo United | Michael Ashcroft | 14 de enero | 19:30   |
| San Pedro Pirates        | 2−0       | Progresso           | Ambergris        | 14 de enero | 19:30   |
| Belmopan Bandits         | 0−0       | Verdes              | Isidoro Beaton   | 15 de enero | 16:00   |
| Wagiya                   | 0−5       | Port Layola         | Carl Ramos       | 15 de enero | 16:00   |
| Goles: 8 (2 por partido) |           |                     |                  |             |         |

| Fecha 2                     | Fecha 2   | Fecha 2          | Fecha 2      | Fecha 2     | Fecha 2 |
| Local                       | Resultado | Visitante        | Estadio      | Fecha       | Hora    |
| --------------------------- | --------- | ---------------- | ------------ | ----------- | ------- |
| San Pedro                   | 4−2       | Wagiya           | Ambergris    | 21 de enero | 19:00   |
| Benque Viejo United         | 0−1       | Verdes           | Marshalleck  | 21 de enero | 19:30   |
| Progresso                   | 0−0       | Altitude         | The People's | 22 de enero | 15:30   |
| Port Layola                 | 2−0       | Belmopan Bandits | Marion Jones | 22 de enero | 16:00   |
| Goles: 9 (2.25 por partido) |           |                  |              |             |         |

| Fecha 3                      | Fecha 3   | Fecha 3           | Fecha 3          | Fecha 3     | Fecha 3 |
| Local                        | Resultado | Visitante         | Estadio          | Fecha       | Hora    |
| ---------------------------- | --------- | ----------------- | ---------------- | ----------- | ------- |
| Altitude                     | 3−1       | Wagiya            | Michael Ashcroft | 28 de enero | 19:30   |
| Belmopan Bandits             | 0−6       | San Pedro PIrates | Isidoro Beaton   | 28 de enero | 19:30   |
| Benque Viejo United          | 0−2       | Progresso         | Marshalleck      | 28 de enero | 19:30   |
| Verdes                       | 1−2       | Port Layola       | Norman Broaster  | 29 de enero | 16:00   |
| Goles: 15 (3.75 por partido) |           |                   |                  |             |         |

| Fecha 4                      | Fecha 4   | Fecha 4           | Fecha 4          | Fecha 4      | Fecha 4 |
| Local                        | Resultado | Visitante         | Estadio          | Fecha        | Hora    |
| ---------------------------- | --------- | ----------------- | ---------------- | ------------ | ------- |
| Altitude                     | 2−2       | San Pedro Pirates | Michael Ashcroft | 4 de febrero | 19:30   |
| Belmopan Bandits             | 0−0       | Progresso         | Isidoro Beaton   | 4 de febrero | 19:30   |
| Benque Viejo United          | 1−1       | Port Layola       | Marshalleck      | 4 de febrero | 19:30   |
| Wagiya                       | 1−3       | Verdes            | Carl Ramos       | 5 de febrero | 16:00   |
| Goles: 10 (2.50 por partido) |           |                   |                  |              |         |

| Fecha 5                      | Fecha 5   | Fecha 5             | Fecha 5         | Fecha 5       | Fecha 5 |
| Local                        | Resultado | Visitante           | Estadio         | Fecha         | Hora    |
| ---------------------------- | --------- | ------------------- | --------------- | ------------- | ------- |
| Belmopan Bandits             | 2−3       | Benque Viejo United | Isidoro Beaton  | 11 de febrero | 19:30   |
| Progresso                    | 2−0       | Wagiya              | The People's    | 12 de febrero | 15:30   |
| Port Layola                  | 1−1       | Altitude            | Marion Jones    | 12 de febrero | 16:00   |
| Verdes                       | 2−4       | San Pedro Pirates   | Norman Broaster | 12 de febrero | 16:00   |
| Goles: 15 (3.75 por partido) |           |                     |                 |               |         |

| Fecha 6                      | Fecha 6   | Fecha 6             | Fecha 6          | Fecha 6       | Fecha 6 |
| Local                        | Resultado | Visitante           | Estadio          | Fecha         | Hora    |
| ---------------------------- | --------- | ------------------- | ---------------- | ------------- | ------- |
| San Pedro Pirates            | 0−1       | Port Layola         | Ambergris        | 18 de febrero | 19:30   |
| Altitude                     | 3−0       | Belmopan Bandits    | Michael Ashcroft | 18 de febrero | 19:30   |
| Progresso                    | 2−2       | Verdes              | The People's     | 19 de febrero | 15:30   |
| Wagiya                       | 1−2       | Benque Viejo United | Carl Ramos       | 19 de febrero | 16:00   |
| Goles: 11 (2.75 por partido) |           |                     |                  |               |         |

| Fecha 7                  | Fecha 7   | Fecha 7             | Fecha 7         | Fecha 7       | Fecha 7 |
| Local                    | Resultado | Visitante           | Estadio         | Fecha         | Hora    |
| ------------------------ | --------- | ------------------- | --------------- | ------------- | ------- |
| San Pedro Pirates        | 1−1       | Benque Viejo United | Ambergris       | 25 de febrero | 19:00   |
| Belmopan Bandits         | 1−2       | Wagiya              | Isidoro Beaton  | 25 de febrero | 19:30   |
| Port Layola              | 0−0       | Progresso           | Marion Jones    | 26 de febrero | 16:00   |
| Verdes                   | 3−0       | Altitude            | Norman Broaster | 26 de febrero | 16:00   |
| Goles: 8 (2 por partido) |           |                     |                 |               |         |

| Fecha 8                   | Fecha 8   | Fecha 8           | Fecha 8         | Fecha 8    | Fecha 8 |
| Local                     | Resultado | Visitante         | Estadio         | Fecha      | Hora    |
| ------------------------- | --------- | ----------------- | --------------- | ---------- | ------- |
| Benque Viejo United       | 1−2       | Altitude          | Marshalleck     | 4 de marzo | 19:30   |
| Progresso                 | 0−0       | San Pedro Pirates | The People's    | 5 de marzo | 15:30   |
| Port Layola               | 6−2       | Wagiya            | Marion Jones    | 5 de marzo | 16:00   |
| Verdes                    | 5−0       | Belmopan Bandits  | Norman Broaster | 5 de marzo | 16:00   |
| Goles: 16 (4 por partido) |           |                   |                 |            |         |

| Fecha 9                      | Fecha 9   | Fecha 9             | Fecha 9          | Fecha 9     | Fecha 9 |
| Local                        | Resultado | Visitante           | Estadio          | Fecha       | Hora    |
| ---------------------------- | --------- | ------------------- | ---------------- | ----------- | ------- |
| Belmopan Bandits             | 1−3       | Port Layola         | Isidoro Beaton   | 11 de marzo | 19:30   |
| Altitude                     | 1−2       | Progresso           | Michael Ashcroft | 11 de marzo | 19:30   |
| Wagiya                       | 0−4       | San Pedro PIrates   | Carl Ramos       | 12 de marzo | 16:00   |
| Verdes                       | 0−0       | Benque Viejo United | Norman Broaster  | 12 de marzo | 16:00   |
| Goles: 11 (2.75 por partido) |           |                     |                  |             |         |

| Fecha 10                     | Fecha 10  | Fecha 10            | Fecha 10     | Fecha 10    | Fecha 10 |
| Local                        | Resultado | Visitante           | Estadio      | Fecha       | Hora     |
| ---------------------------- | --------- | ------------------- | ------------ | ----------- | -------- |
| San Pedro Pirates            | 3−0       | Belmopan Bandits    | Ambergris    | 18 de marzo | 19:00    |
| Progresso                    | 3−0       | Benque Viejo United | The Peoples  | 19 de marzo | 15:30    |
| Wagiya                       | 0−5       | Altitude            | Carl Ramos   | 19 de marzo | 16:00    |
| Port Layola                  | 0−2       | Verdes              | Marion Jones | 5 de abril  | 16:00    |
| Goles: 13 (3.25 por partido) |           |                     |              |             |          |

| Fecha 11                     | Fecha 11  | Fecha 11            | Fecha 11        | Fecha 11   | Fecha 11 |
| Local                        | Resultado | Visitante           | Estadio         | Fecha      | Hora     |
| ---------------------------- | --------- | ------------------- | --------------- | ---------- | -------- |
| San Pedro Pirates            | 2−2       | Altitude            | Ambergris       | 1 de abril | 19:00    |
| Progresso                    | 2−0       | Belmopan Bandits    | The Peoples     | 2 de abril | 15:30    |
| Port Layola                  | 0−1       | Benque Viejo United | Marion Jones    | 2 de abril | 16:00    |
| Verdes                       | 4−0       | Wagiya              | Norman Broaster | 2 de abril | 16:00    |
| Goles: 11 (2.75 por partido) |           |                     |                 |            |          |

| Fecha 12            | Fecha 12  | Fecha 12         | Fecha 12         | Fecha 12   | Fecha 12 |
| Local               | Resultado | Visitante        | Estadio          | Fecha      | Hora     |
| ------------------- | --------- | ---------------- | ---------------- | ---------- | -------- |
| San Pedro Pirates   | 0−3       | Verdes           | Ambergris        | 8 de abril | 19:00    |
| Altitude            | 0−2       | Port Layola      | Michael Ashcroft | 8 de abril | 19:30    |
| Benque Viejo United | 2−1       | Belmopan Bandits | Marshalleck      | 8 de abril | 19:30    |
| Wagiya              | 0−8       | Progresso        | Carl Ramos       | 9 de abril | 16:00    |
|                     |           |                  |                  |            |          |

| Fecha 13                     | Fecha 13  | Fecha 13          | Fecha 13        | Fecha 13    | Fecha 13 |
| Local                        | Resultado | Visitante         | Estadio         | Fecha       | Hora     |
| ---------------------------- | --------- | ----------------- | --------------- | ----------- | -------- |
| Benque Viejo United          | 5−1       | Wagiya            | Marshalleck     | 15 de abril | 19:30    |
| Belmopan Bandits             | 0−6       | Altitude          | Isidoro Beaton  | 15 de abril | 19:30    |
| Verdes                       | 2−0       | Progresso         | Norman Broaster | 16 de abril | 16:00    |
| Port Layola                  | 2−2       | San Pedro Pirates | Marion Jones    | 16 de abril | 16:00    |
| Goles: 18 (4.50 por partido) |           |                   |                 |             |          |

| Fecha 14                     | Fecha 14  | Fecha 14          | Fecha 14         | Fecha 14    | Fecha 14 |
| Local                        | Resultado | Visitante         | Estadio          | Fecha       | Hora     |
| ---------------------------- | --------- | ----------------- | ---------------- | ----------- | -------- |
| Wagiya                       | 3−2       | Belmopan Bandits  | Carl Ramos       | 22 de abril | 16:00    |
| Benque Viejo United          | 2−3       | San Pedro Pirates | Marshalleck      | 22 de abril | 19:30    |
| Altitude                     | 1−0       | Verdes            | Michael Ashcroft | 22 de abril | 19:30    |
| Progresso                    | 1−2       | Port Layola       | The Peoples      | 22 de abril | 19:30    |
| Goles: 14 (3.50 por partido) |           |                   |                  |             |          |

### Fase final

#### Semifinales
| Equipo1           | Global | Equipo2     | Ida | Vuelta |
| ----------------- | ------ | ----------- | --- | ------ |
| Verdes            | 4–3    | Progresso   | 1−2 | 3−1    |
| San Pedro Pirates | 5−2    | Port Layola | 1−2 | 4−0    |

#### Final
| Equipo1    | Global | Equipo2           | Ida | Vuelta |
| ---------- | ------ | ----------------- | --- | ------ |
| Verdes (C) | 3−1    | San Pedro Pirates | 1−0 | 2−1    |

### Goleadores
| Pos. | Jugador            | Equipo              | Goles |
| ---- | ------------------ | ------------------- | ----- |
| 1    | Horace Avila       | San Pedro Pirates   | 9     |
| 2    | Jonard Castillo    | Progresso           | 8     |
| 2    | Michael Palacio    | Port Layola         | 8     |
| 4    | Daniel Jimenez     | Benque Viejo United | 7     |
| 4    | Latrelle Middleton | Port Layola         | 7     |
| 4    | Andres Orozco      | Altitude            | 7     |
| 7    | Ander Chi          | San Pedro Pirates   | 6     |

## Tabla Acumulada
| Pos. | Equipo              | Pts. | PJ | G  | E  | P  | GF | GC | Dif. | Clasificación 2022-23     |
| ---- | ------------------- | ---- | -- | -- | -- | -- | -- | -- | ---- | ------------------------- |
| 1    | Verdes (CC)         | 57   | 28 | 16 | 9  | 3  | 54 | 17 | +37  | Campeón de Campeones 2023 |
| 2    | Altitude (CA)       | 54   | 28 | 16 | 6  | 6  | 48 | 25 | +23  |                           |
| 3    | San Pedro Pirates   | 49   | 28 | 13 | 10 | 5  | 53 | 30 | +23  |                           |
| 4    | Progresso           | 41   | 28 | 10 | 11 | 7  | 34 | 21 | +13  |                           |
| 5    | Port Layola         | 41   | 28 | 12 | 5  | 11 | 42 | 34 | +8   |                           |
| 6    | Benque Viejo United | 37   | 28 | 10 | 7  | 11 | 34 | 35 | −1   |                           |
| 7    | Wagiya              | 20   | 28 | 6  | 2  | 20 | 28 | 77 | −49  |                           |
| 8    | Belmopan Bandits    | 10   | 28 | 2  | 4  | 22 | 18 | 72 | −54  |                           |

Actualizado a los partidos jugados el 23 de abril de 2023.
 Fuente: PLB